# 叶夫根尼·弗拉基米罗维奇·马尔科夫
叶夫根尼·弗拉基米罗维奇·马尔科夫（羅馬化：Yevgeniy Vladimirovich Markov；1973年11月11日—）是俄罗斯政治人物，第七届、第八届国家杜马代表。
1994年至1996年，他在秋明信贷银行担任经济学家。1996年至1999年，他继续在多家不同银行担任经济学家，其中包括投资银行Diplomat。1999年，他开始在汉特-曼西自治区行政部门工作。1999年至2004年，马尔科夫在该地区担任过经济政策委员会副主席、经济政策司副司长和投资、科学与技术司司长。2007年至2008年担任苏维埃茨基区杜马代表。2011年，担任汉特-曼西自治区—尤格拉第五届杜马代表。2019年至2021年他接过弗拉基米尔·瑟索耶夫的空缺职务，任第七届国家杜马代表。2021年9月起担任第八届国家杜马代表。